# Dasyurus spartacus
Il quoll bronzeo (Dasyurus spartacus Van Dyck, 1988) è un marsupiale carnivoro originario della Nuova Guinea.

## Descrizione
Il quoll bronzeo ha una lunghezza testa-corpo di 30,5–38 cm e una coda di 24-28,5 cm. Come indica il nome comune, è ricoperto da un mantello di colore variabile dal bronzo intenso al marroncino chiaro, marcato da piccole macchie bianche; la coda, invece, è nera e priva di macchie.

## Biologia
È un predatore dalle abitudini notturne; un esemplare è stato catturato dopo aver fatto razzia in un pollaio.
Le informazioni riguardo alla sua biologia sono molto scarse; Woolley ha effettuato alcune osservazioni sulla sua riproduzione e ha ipotizzato che abbia una stagione riproduttiva ben definita. Si ritiene che possa vivere fino a tre anni.

## Distribuzione e habitat
Il quoll bronzeo è l'unico mammifero della Nuova Guinea relegato alla cosiddetta «ecoregione del Trans-Fly» (sud dell'isola) a non essere presente anche nel nord dell'Australia. Abita le zone miste di foresta e savana.

## Tassonomia
È stato scoperto solamente agli inizi degli anni settanta, quando ne vennero catturati i primi esemplari; venne descritto come specie a sé solamente nel 1987, quando il Dr. Stephen Van Dyck del Museo del Queensland, analizzando i suddetti esemplari, riscontrò alcune caratteristiche distintive.
Per un certo periodo di tempo gli studiosi hanno ritenuto che si trattasse di una popolazione disgiunta di quoll occidentale (Dasyurus geoffroii).